# Сарагано (Перуђа)
Сарагано је насеље у Италији у округу Перуђа, региону Умбрија.
Према процени из 2011. у насељу је живело 77 становника. Насеље се налази на надморској висини од 461 м.